# Cochran (Géorgie)
Pour les articles homonymes, voir Cochran.
La ville américaine de Cochran est le siège du comté de Bleckley, dans l’État de Géorgie.

## Démographie
| 1900  | 1910  | 1920  | 1930  | 1940  | 1950  |
| ----- | ----- | ----- | ----- | ----- | ----- |
| 1 531 | 1 638 | 2 021 | 2 267 | 2 464 | 3 357 |

| 1960  | 1970  | 1980  | 1990  | 2000  | 2010  |
| ----- | ----- | ----- | ----- | ----- | ----- |
| 4 714 | 5 161 | 5 121 | 4 390 | 4 455 | 5 150 |

Lors du recensement de 2010, sa population s’élevait à 5 150 habitants. 

## Source
- (en) Cet article est partiellement ou en totalité issu de l’article de Wikipédia en anglais intitulé « Cochran, Georgia » (voir la liste des auteurs).